# Anthochaera paradoxa
Papa-mel-de-barriga-amarela ou papa-mel-de-barbela-amarela (Anthochaera paradoxa) é uma espécie de ave da família Meliphagidae.
É endémica da Austrália.
Os seus habitats naturais são: florestas temperadas.